# Jean-Baptiste Chamiot-Avanturier
Jean-Baptiste Chamiot-Avanturier est un homme politique français né le 24 avril 1812 à Limoges (Haute-Vienne) et mort le 20 janvier 1891 à Limoges (Haute-Vienne).

## Biographie
Il est membre du comité administratif provisoire à Limoges, 25 février 1848 avant d'être nommé Commissaire du gouvernement de la Corrèze, 1er mars 1848. IL est chargé de mission dans la Haute-Vienne en avril 1848 et le 15 mai. 
Il est nommé Préfet de la Corrèze le 2 juin 1848, installé le 11 juin et révoqué le 9 octobre 1848.  
Il est député de la Corrèze de 1849 à 1851, siégeant à gauche.

## Sources
- « Jean-Baptiste Chamiot-Avanturier », dans Adolphe Robert et Gaston Cougny, Dictionnaire des parlementaires français, Edgar Bourloton, 1889-1891 [détail de l’édition]